# やさしい経済教室
やさしい経済教室（ -けいざいきょうしつ）は、1960年4月10日から1962年4月1日までNHK教育テレビで放送されたテレビ番組である。

## 概要
東京教育大学教授の美濃部亮吉を中心として番組出演者で構成された「美濃部一家」が経済の問題をやさしく解説する経済啓蒙番組であった。物価の上昇問題、世界と日本経済の関係、台所の経済などを解説した。

## 放送時間
日曜日 22:30 - 23:00

## 出演者
お父さん
演 - 美濃部亮吉
お母さん
演 - 水城蘭子
息子
演 - 菊池将孔
OLの姪
演 - 藤井喜美子（1961年度）